# Tuomas Holopainen
Tuomas Holopainen (Kitee, 25. prosinca 1976.) finski je glazbenik, tekstopisac i producent, najpoznatiji kao klavijaturist finskog simfonijskog metal sastava Nightwish.

## Životopis
Tuomas Lauri Johannes Holopainen odrastao je kao najmlađi od troje djece u gradu Kitee na jugoistoku Finske. Učio je klavir, klarinet, tenor saksofon i teoriju glazbe 11 godina. Unatoč klasičnoj naobrazbi, još otkako je kao učenik na razmjeni u SAD-u otišao na koncert Metallice i Guns 'n Rosesa, njegova strast bila je heavy metal glazba. Tijekom godina svirao je u mnogo sastava, dok nije osnovao vlastiti, Nightwish. Tuomas Holopainen je vođa Nightwisha te u njemu djeluje kao tekstopisac, skladatelj, aranžer, klavijaturist i producent.
Osim za Nightwish, pisao je i filmsku glazbu, kao što su I Wish I Had an Angel za Alone in the Dark i While Your Lips Are Still Red za finski film Lieksa.